# Harald Nielsen (Fußballspieler)
Harald Ingemann Nielsen (* 26. Oktober 1941 in Frederikshavn; † 11. August 2015 in Bologna, Italien) war ein dänischer Fußballspieler. Als Stürmer des FC Bologna wurde er zweimal Torschützenkönig der Serie A.

## Karriere

### In Dänemark (1959–1961)
Harald Nielsen, geboren 1941 in Frederikshavn, einer Hafenstadt im Norden Dänemarks, begann seine fußballerische Laufbahn beim örtlichen Verein Frederikshavn fI, wo er im März 1959 in der zweiten dänischen Fußballliga debütierte. Auf seiner Position als Mittelstürmer beendete Nielsen die Saison 1959 als Toptorschütze in der zweiten Liga und verhalf seiner Mannschaft damit zum Aufstieg in die 1. Division. In dieser machte er am ersten Spieltag der Saison 1960 sein erstes Spiel gegen BK Frem København. Frederikshavn gewann das Spiel mit 3:1, wobei alle drei Tore von Harald Nielsen erzielt wurden. Am Ende der Spielzeit belegte Frederikshavn fI den fünften Platz in der 1. Division, was die beste Tabellenplatzierung des Vereins in der ersten Liga überhaupt ist, und Nielsen wurde erneut Torschützenkönig. Durch diese Erfolge wurde er natürlich auch für ausländische Vereine interessant, und 1961 wurde er vom FC Bologna unter Vertrag genommen.

### In Italien (1961–1970)
Ab Sommer 1961 spielte Harald Nielsen für den FC Bologna in der zur damaligen Zeit besten Fußballliga der Welt, der italienischen Serie A. Nachdem er in seiner ersten Spielzeit in der emilianischen Stadt noch nicht zur absoluten Stammkraft geworden war und nur sechzehn Spiele (acht Tore) machte, war er in seiner zweiten Saison in 29 Partien dabei und erzielte neunzehn Tore. Zusammen mit dem Argentinier Pedro Manfredini vom AS Rom schoss er die meisten Saisontore in der Serie A 1962/63. In der darauffolgenden Saison wurde Nielsen erneut Torschützenkönig in der Serie A, diesmal mit 21 Toren in 31 Spielen. Zugleich wurde er mit seiner Mannschaft italienischer Fußballmeister, nachdem in der Tabelle der erste Platz punktgleich mit Inter Mailand belegt worden war, wodurch ein Entscheidungsspiel um die Meisterschaft nötig wurde, das Bologna durch Tore von Giacinto Facchetti per Eigentor und Harald Nielsen im Olympiastadion Rom mit 2:0 gewann. Bis heute ist diese Meisterschaft die letzte für den FC Bologna geblieben. In den folgenden Spielzeiten konnten der FC Bologna und auch Harald Nielsen nicht an die vorherigen Erfolge anknüpfen: 1964/65 wurde man Sechster, 1965/66 Zweiter hinter Inter Mailand und 1966/67 Dritter. Auch Nielsen gelang in keiner der genannten Spielzeiten der Gewinn der Torschützenliste.
Im Jahre 1967 wurde Harald Nielsen von Inter Mailand als bis dahin teuerster Transfer in der Serie A unter Vertrag genommen, doch er hatte bei Internazionale nicht annähernd so viel Erfolg wie beim FC Bologna. Seine Zeit beim Grande Inter, wie die damalige Mannschaft von Inter Mailand ob ihrer vielen Erfolge genannt wurde, begann zwar mit einem Paukenschlag. Bei der inoffiziellen Weltmeisterschaft für Vereinsmannschaften erzielte er das entscheidende Tor zum 1:0 von Inter Mailand gegen den FC Santos um Pelé. Im Ligabetrieb der Saison 1967/68 brachte es Harald Nielsen aber nur auf acht Einsätze in der Mannschaft von Helenio Herrera, die nur einen enttäuschenden fünften Platz erreichte. Auch in seinen letzten zwei Spielzeiten in Italien war Nielsen nicht mehr sehr erfolgreich. 1968 schloss er sich dem Ligakonkurrenten SSC Neapel an, wo er nur zehn Ligaspiele bestritt, in denen ihm zwei Tore gelangen. Nach nur einem Jahr endete seine Zeit im Süden Italiens und er ging zu Sampdoria Genua, wo er nach vier Ligaspielen ohne Tor 1970 seine Karriere mit 29 Jahren beendete.

### Nationalmannschaft
Harald Nielsen machte zwischen 1959 und 1960 vierzehn Länderspiele für die dänische Fußballnationalmannschaft. Mit ihr nahm er am olympischen Fußballturnier 1960 in Italien teil. Nachdem die dänische Mannschaft Runde um Runde überstanden hatte, traf man im Endspiel im Stadio Flaminio von Rom auf Jugoslawien, denen man jedoch mit 1:3 unterlag. Harald Nielsen gelangen bei den Olympischen Spielen 1960 in fünf Turnierspielen sechs Tore, wodurch er Zweiter in der Torschützenliste wurde. Nur kurze Zeit nach den Olympischen Spielen endete aber Harald Nielsens Nationalmannschaftskarriere, was er durch seinen Wechsel zum FC Bologna praktisch selbst bewirkte. Zur damaligen Zeit war in Dänemark noch kein Profifußball eingeführt, und es war auch im Ausland spielenden Profis – wie es Nielsen durch seinen Wechsel nach Italien in die Serie A wurde – bis 1971 nicht gestattet, in der Nationalmannschaft zu spielen.

## Nach der aktiven Zeit
Nach dem Ende seiner Karriere als aktiver Fußballspieler gründete Harald Nielsen zusammen mit seiner Frau Rudi, einer früheren Schauspielerin, in deren Filmen Harald Nielsen oftmals als Nebendarsteller mitgewirkt hatte, ein Unternehmen, das italienisches Leder nach Skandinavien importierte. Außerdem war er seit den 1970er-Jahren wieder im dänischen Fußball involviert, als er zusammen mit Helge Sander den Plan zur Gründung einer dänischen Fußballliga nach europäischem Vorbild entwarf. Als Folge dieser Pläne erlaubte der dänische Fußballverband Profifußball. Zusammen mit Alex Friedman gründete Nielsen den FC København A/S und wurde dessen erster Präsident. Der FC København A/S war der Vorgänger von Parken Sport & Entertainment, das von 1992 bis 1997 den neu gegründeten FC Kopenhagen unterstützte. Später bekam Harald Nielsen als einer der Förderer des FC Kopenhagen die höchsten Auszeichnungen des Vereins und verfolgte regelmäßig die Heimspiele des FC Kopenhagen von der A-Tribüne des Parken-Stadions aus. Weiterhin war er Co-Eigner und Gründer des größten dänischen Unternehmens, das Sommerhäuser baut. Von 1997 bis 2007 war er zudem Präsident der Rebild Bakker Society. Zwischen 1991 und 2009 leitete er die Gunnar Nu Foundation und war verantwortlich für die Versorgung des dänischen Sports mit neun Millionen Dänischen Kronen in diesen Jahren. Während seiner Zeit als Spieler schrieb er sechs Bücher, die in den 1960er-Jahren als Harald-Books bekannt waren.
Harald Nielsen starb im Alter von 73 Jahren in Bologna. Er wurde in seiner dänischen Heimat auf dem Ordrup Kirkegård im Ortsteil Charlottenlund der Gentofte Kommune beigesetzt.

## Filmografie
- 1959: La Paloma